# شوليه باي دي لوار 2016
شوليه باي دي لوار 2016 (بالفرنسية: Cholet-Pays de Loire 2016 )‏ هو سباق دراجات هوائية، وهو الموسم رقم 39 من السباق، وأقيم في 20 مارس 2016، وامتدّ لمسافة 210 كيلومتر، وهو أحد سباقات طواف أوروبا للدراجات 2016، وهو من نوع سباق يوم واحد،  وقد شارك في السباق 122 متسابقاً ووصل إلى نهايته 74 متسابقاً.
فاز فيه بالمركز الأول رودي باربير، وبالمركز الثاني بابتيست بلانكايرت، وبالمركز الثالث Yannis Yssaad ‏، والفريق الفائز في ترتيب الفرق أرمي دي تير 2016.

## الفرق
| فرق عالمية (2)- AG2R La Mondiale - FDJ فرق قارية محترفة (8)- أندروني جوكاتولي-سيدرمك 2016 ‏ - Cofidis, Solutions Crédits - ديلكو ‏ - Direct Énergie - Fortuneo-Vital Concept - Akros–Excelsior–Thömus ‏ - سبورت فلاندرين بالويس 2016 ‏ - Wanty-Groupe Gobert فرق قارية (6)- Team3M ‏ - أرمي دي تير 2016 ‏ - موسم يوسكادي مورياس 2016 ‏ - إتش بي بي تي بي – أوبير 93 ‏ - Van Rysel–Roubaix ‏ - بنجوال باوليز ساوكس دبليو بي ‏ |  |
| |  |

## الفائزون
| الترتيب    | الفائز            |
| ---------- | ----------------- |
| الفائز     | رودي باربير       |
| الثاني     | بابتيست بلانكايرت |
| الثالث     | Yannis Yssaad ‏    |
| تسلق الجبل | مكسيم دانييل      |
| أفضل شاب   | رودي باربير       |
| الفريق     | Armée de terre    |

## وصلات خارجية
- الموقع الرسمي
- لمحة عن سباق شوليه باي دي لوار 2016 على موقع  ProCyclingStats   (برو  سايكلنج  ستاتس) - إحصاءات  محترفي  الدراجات.
- شوليه باي دي لوار 2016 على موقع إحصائيات الدراجات الإحترافية (الإنجليزية)
- شوليه باي دي لوار 2016 في موقع Cycling Archives سايكلنج أركايفز